# Карл Егон III фон Фюрстенберг
Карл Егон III Леополд Мария Вилхелм Макс фон Фюрстенберг (на немски: Karl Egon III KIII Leopold Maria Wilhelm Max Fürst zu Fürstenberg; * 4 март 1820, дворец Донауешинген; † 15 март 1892, Париж) е княз (1854 – 1892), принц на Фюрстенберг. Той е офицер на Велико херцогство Баден, по-късно на Кралство Прусия, накрая генерал на кавалерията. От 1854 до 1892 г. е шеф на швабската линия на фамилията Фюрстенберг. Понеже е собственик на множество земи той е член на „Пруския Херенхауз“, на Първата камера на народното събрание в Баден и на Първата камера на Вюртемберг. В периода 1864 – 1892 г. е президент на „Съюза на Германските племенни господари“.

## Биография
Той е големият син на 5. княз Карл Егон II фон Фюрстенберг (1796 – 1854) и съпругата му принцеса Амалия фон Баден (1795 – 1869), дъщеря на велик херцог Карл Фридрих фон Баден (1728 – 1811) и втората му съпруга (морганатичен брак) графиня Луиза Каролина фон Хохберг-Гайерсберг (1768 – 1820).
Карл Егон III фон Фюрстенберг следва от 1838 до 1841 г. в университета в Хайделберг и от 1842 г. в Берлин, право, национална икономика, математика и природни науки. Той пътува дълго през Северна Германия и Скандинавия. Фамилията бяга заради революцията в Баден през 1848/49 г. в Шафхаузен и се връща обратно едва когато Баден е окупиран от пруската войска.
След смъртта на баща му Карл Егон III наследява швабските собствености на Фюрстенбергите и се занимава с тяхното саниране. Той строи на княжеската библиотека в Донауешинген и събира документи за историята на териториите на Фюрстенберг („Fürstenbergischen Urkundenbuch“).
Карл Егон е от 25 октомври 1839 г. „ритмайстер“ в Баденския драгон-регимент „Велик херцог“. От 23 септември 1862 г. е генерал-лейтенант, а от 9 септември 1869 г. е генерал-адютант на великия херцог Фридрих I фон Баден. На 21 ноември 1871 г. той се мести в пруската армия и на 2 септември 1873 г. е генерал на кавелерията. На 25 октомври 1889 г. празнува своя 50-годишен служебен юбилей.
През 1865 г. Карл Егон III фон Фюрстенберг става рицар на австрийския Орден на Златното руно. Умира на 72 години на 15 март 1892 г. в Париж.

## Фамилия
Карл Егон III фон Фюрстенберг се жени на 4 ноември 1844 г. в Грайц за принцеса Елизабет Хенриета Ройс-Грайц (* 23 март 1824, Грайц; † 7 май 1861, Берлин), дъщеря на княз Хайнрих XIX Ройс цу Грайц (1790 – 1836) и принцеса Гаспарина дьо Рохан-Рошфор (1798 – 1871). Те имат децата:
- дъщеря (*/† 30 ноември 1845)
- Амелия Каролина Каспарина Леополдина Хенриета Луиза Елизабет Франциска Максимилиена (* 25 май 1848, Шафхаузен; † 8 март 1918, Баден-Баден), неомъжена
- Карл Егон IV Мария Фридрих Емил Каспар Хайнрих Вилхелм Камил Макс Лудвиг Виктор (* 25 август 1852, Крушховитц, Бохемия; † 27 ноември 1896, Шато де Брутан, Ница), княз на Фюрстенберг, женен на 6 юли 1881 в. Заган за Дороте („Доли“) дьо Талейран-Перигорд (1862 – 1948), далечна племенница на Шарл Морис дьо Талейран (1754 – 1838); няма деца